# Bianca Miarka
Bianca Miarka (Nördlingen, 1982) é uma remadora brasileira nascida na Alemanha. Foi atleta do clube Botafogo de Futebol e Regatas.
Antes de se dedicar ao remo, foi judoca profissional, tendo integrado a equipe olímpica de 2004 até 2006, como reserva. Bianca Miarka também é mestre e doutora em Biodinâmica pela Universidade de São Paulo, como pesquisadora em comportamento técnico-tático de lutas e, em especial, de judô. É considerada uma das melhores professoras do mundo em técnica e tática de combate e autora de um software para análise de comportamento em combate, o FRAMI, que permite a análise técnica e tática detalhada de lutadores de judô. É líder do grupo de Psicofisiologia e Performance em Esportes e Combates da Universidade Federal do Rio de Janeiro.
1. ↑  SporTV - Bianca Miarka troca judô pelo remo e vira segunda melhor atleta do pais
2. ↑  http://www.usp.br/agen/?p=69120
3. ↑  FAPESP, Fundação de Amparo ao Pesquisador de São Paulo. «Biblioteca Virtual da FAPESP». Fundação de Amparo ao Pesquisador de São Paulo

Integrou a delegação nacional que disputou os Jogos Pan-Americanos de 2011 em Guadalajara, no México, nas categorias double-skiff e four-skiff.
Em 2013 foi a primeira remadora da Seleção Nacional Brasileira à conquistar o título de campeã no barco single-skiff aberto em competição continental e obteve o vice-campeonato nos barcos double-skiff e four-skiff.
No final de setembro de 2014, Bianca Miarka ficou conhecida por desarmar um rapaz em assalto, mas acabou agredida. Nesse momento, deu início à uma campanha contra a violência, em favor da paz e da segurança pública. Após isso, foi em busca da graduação em curso de Psicologia [3] com interesse em performance, traumas, ansiedade e transtornos gerais da saúde mental e física de atletas [3].